# La Sœur de Satan
Pour plus de détails, voir Fiche technique et Distribution.
La Sœur de Satan (The She Beast) est un film d'épouvante yougoslavo-italo-britannique réalisé par Michael Reeves et sorti en 1966.

## Synopsis
Une jeune femme en voyage de noces, Veronica, roule avec sa Coccinelle sur la rive d'un lac dans les Carpates lorsqu'elle a un accident et que sa voiture s'enfonce dans l'eau. Son corps est possédé par l'esprit de Vardella, une sorcière transylvanienne du XIXe siècle qui a été tuée par des villageois locaux.
Dans sa vengeance, elle tuera de nombreuses personnes, avant d'être finalement éliminée par le comte van Helsing.

## Fiche technique
- Titre français : La Sœur de Satan[1]
- Titre original britannique : The She Beast ou Revenge of the Blood Beast
- Titre italien : Il lago di Satana ou La sorella di Satana[2]
- Réalisateur : Michael Reeves
- Scénario : Michael Reeves (sous le nom de « Michael Byron »), F. Amos Powell (non crédité), Charles B. Griffith (non crédité), Mel Wells (non crédité)
- Photographie : Gioacchino Gengarell
- Montage : Nira Omri
- Musique : Paul Ferris, Ralph Ferraro (version américaine)
- Maquillage : David Pollack
- Production : Paul Maslansky
- Société de production : Leith Productions, Euro American Pictures
- Pays de production :  Italie -  Royaume-Uni -  Yougoslavie[3]
- Langue originale : anglais
- Format : Couleur par Eastmancolor - 2,35:1 - Son mono - 35 mm
- Durée : 79 minutes (1 h 19)
- Genre : Film d'épouvante
- Dates de sortie :
  - États-Unis : 2 mai 1966 (Atlanta)
  - Royaume-Uni : Fin 1966 (Londres)
  - Italie : 27 juillet 1967 (Milan)

## Distribution
- Barbara Steele : Veronica
- John Karlsen : Comte von Helsing
- Ian Ogilvy : Philip
- Mel Welles : Ladislav Groper
- Jay Riley : La sorcière
- Richard Watson : Le lieutenant de police
- Ed Randolph : L'homme en vélomoteur / L'homme en pull rouge
- Peter Grippe : Un policier
- Lucrezia Love : La petite-fille de Groper
- Tony Antonelli : Le chauffeur de camion
- Kevin Welles : Le garçon dans le flashback
- Woody Welles : Le garçon au combat de coqs
- Charles B. Griffith : Un policier
- F. Amos Powell : L'homme en imperméable / Un policier